# Lagergebäude Alte Heerstraße 21
Das Lagergebäude Alte Heerstraße 21 (Bundesstraße 6) in Asendorf (Landkreis Diepholz) in der niedersächsischen Samtgemeinde Bruchhausen-Vilsen stammt vom Anfang des 20. Jahrhunderts.
Aktuell (2023) wird es durch Gewerbe und Dienstleister genutzt.
Das Gebäude steht unter Denkmalschutz (siehe auch Liste der Baudenkmale in Asendorf (Landkreis Diepholz)).

## Beschreibung
Das zweigeschossige verklinkerte Gebäude mit Satteldach, Dachhaus, zumeist Rundbogenöffnungen und einem markanten Gesims stammt von um 1900. Das Haus wurde für Gewerbe- und Bürozwecke umgebaut.